# Matsudaira Munenori
Matsudaira Munenori est un nom japonais traditionnel ; le nom de famille (ou le nom d'école), Matsudaira, précède donc le prénom (ou le nom d'artiste).
Matsudaira Munenori (松平宗矩, 1715 – 1749) est un daimyo de l'époque d'Edo, à la tête du domaine de Fukui dans la province d'Echizen.
Il est mécène.